# André Steiner
André Steiner, född den 8 februari 1970 i Gera i Tyskland, är en tysk roddare.
Han tog OS-guld i scullerfyra i samband med de olympiska roddtävlingarna 1996 i Atlanta.